# Liste der Monuments historiques in Riche
Die Liste der Monuments historiques in Riche führt die Monuments historiques in der französischen Gemeinde Riche auf.

## Liste der Bauwerke
| Bezeichnung                  | Beschreibung | Standort                  | Kennzeichnung | Schutzstatus | Datum | Bild           |
| ---------------------------- | --- | ------------------------- | ------------- | ------------ | ----- | -------------- |
| Nécropole nationale de Riche | Soldatenfriedhof des Ersten Weltkriegs, um 1928; neugotische Kapelle, zweite Hälfte des 19. Jahrhunderts, transloziert von Saint-Médard, mit Kirchenfenstern von Théo Hanssen | nördlich des Ortes (Lage) | PA57000040    | Classé       | 2017  | weitere Bilder |

## Liste der Objekte
| Bezeichnung                            | Beschreibung                                                | Standort                        | Kennzeichnung | Schutzstatus | Datum | Bild |
| -------------------------------------- | ----------------------------------------------------------- | ------------------------------- | ------------- | ------------ | ----- | ---- |
| Hauptaltar                             | Ensemble aus PM57000547 und PM57000548                      | in der Kirche St-Étienne (Lage) | PM57000546    | Classé       | 1993  |      |
| Altartisch                             | Holz, farbig gefasst und vergoldet, 18. und 19. Jahrhundert | in der Kirche St-Étienne (Lage) | PM57000547    | Classé       | 1993  |      |
| Retabel und Altaraufbau mit Tabernakel | Holz, farbig gefasst und vergoldet, 18. Und 19. Jahrhundert | in der Kirche St-Étienne (Lage) | PM57000548    | Classé       | 1993  |      |
| Wandvertäfelung und Chorgestühl        | Eichenholz, 17. Jahrhundert                                 | in der Kirche St-Étienne (Lage) | PM57000274    | Classé       | 1982  |      |